# Prisme (série télévisée)
Prisme (Prisma) est une série télévisée italienne créée par Alice Urciuolo et Ludovico Bessegato, et mise en ligne entre le 21 septembre 2022 et le 6 juin 2024 sur Prime Video.

## Synopsis
La série suit les amours de deux jumeaux de dix-sept ans, Andrea et Marco, dans la ville de Latina (Italie). Marco, très timide, n'ose dire à Carola qu'il est amoureux d'elle. Il fait de la natation, et quatre mois plus tôt, il s'est blessé au bras, sans qu'on sache si c'est un accident ou une tentative de suicide. Andrea est plus affirmé, il sortait avec Micol avant qu'elle ne le quitte pour Nina. Il a été pris quelques mois plus tôt à vendre de la drogue. En cachette, Andrea s'adonne à sa passion secrète pour le travestissement, et, sous l'identité d'une jeune fille, il correspond par SMS avec l'un de ses amis, Daniele, qui fait partie d'un groupe de rap avec Vittorio et Ilo.

## Distribution
- Mattia Carrano (VF : Donald Reignoux) : Andrea et Marco
  - Roberto Di Palma : Andrea et Marco (enfants)
- Chiara Bordi (VF : Marie Tirmont) : Carola
- Lorenzo Zurzolo (VF : Clément Moreau) : Daniele
- Caterina Forza : Nina
- Elena Faveglio Capodanno (VF : Camille de La Poëze) : Micol
- Lxxblood (VF : Hervé Grull) : Vittorio
- Matteo Scattaretico (VF : Romain Altché) : Ilo
- Flavia Del Prete (VF : Elsa Bougerie) : Zelia
- Asia Patrignani (VF : Camille Ravel) : Jun

 Source et légende : version française (VF) sur RS Doublage

## Production

### Développement
Le scénariste et réalisteur Ludovico Bessegato avait déjà été showrunner pour la série Skam Italia. Il crée la série avec Alice Urciuolo, qui est originaire de la ville de Latina, où se déroule la série. Ils disent s'être inspirés de la série Euphoria et de la série We Are Who We Are de Luca Guadagnino.
Le 11 septembre 2024, la série est annulée après deux saisons.

### Choix des interprètes
Les créateurs ont cherché des acteurs jumeaux pour jouer Marco et Andrea, mais n'en ont pas trouvé, et leur choix s'est porté sur Mattia Carrano pour les deux rôles. L'acteur Lorenzo Zurzolo jouait déjà dans Baby, et le rappeur LXX Blood est choisi pour jouer l'un des membres du groupe de rap de la série.

### Tournage
La série est tournée dans la ville de Latina, ainsi qu'au Parc national du Circé.

### Fiche technique
Sauf indication contraire, les informations mentionnées dans cette section peuvent être confirmées par la base de données cinématographiques IMDb,  présente dans la section « Liens externes ».
- Titre français : Prisme
- Titre original : Prisma
- Création : Alice Urciuolo et Ludovico Bessegato
- Réalisation : Ludovico Bessegato
- Scénario : Ludovico Bessegato, Alice Urciuolo, Barbara Greco, Isotta Paccanelli
- Musique : Mattoni d'Achille Mauro, (No One Knows Me) Like the Piano de Sampha, The More I Cry d'Alice Boman[1]
- Montage :
- Production :
- Société de production : Cross Productions
- Société de distribution : Prime Video
- Pays de production :  Italie
- Langue originale : italien
- Format : couleur - format HDTV 1080i - son 5.1
- Genre : comédie romantique, drame
- Nombre de saisons : 2
- Nombre d'épisodes : 16
- Durée : environ 46 minutes
- Date de diffusion : 21 septembre 2022 sur Prime Video

## Épisodes

### Première saison (2022)
1. Rouge
2. Orange
3. Jaune
4. Vert
5. Bleu
6. Indigo
7. Violet
8. Blanc

### Deuxième saison (2023-2024)
1. Beige
2. Ocre
3. Emeraude
4. Marron
5. Célèste
6. Cyan
7. Rose
8. Noir